# Peter Lewis (juriste)
Pour les articles homonymes, voir Peter Lewis.
Peter Edward Lewis est un ancien procureur qui a dirigé le Crown Prosecution Service. Depuis 2018, il est greffier de la Cour pénale internationale.

## Formation et carrière

### Au sein du système judiciaire britannique
Diplômé de l'Ecole polytechnique de Birmingham, il est admis en 1981 comme sollicitor auprès de la Cour suprême d'Angleterre et du Pays de Galles. Il débute alors sa carrière en tant que substitut du procureur auprès des Midlands de l'Ouest avant de rejoindre le Crown Prosecution Service en 1986. Il est nommé Chief Executive dudit service en janvier 2007. En 2011, alors que le service est soumis aux restrictions budgétaires, il plaide pour l'intégration du numérique dans la sphère de la justice pénale afin de « faire entrer (ce domaine) dans le XXIe siècle ». En 2015, son salaire est d'environ 160 000–165 000 £ par an. Il prend sa retraite en mars 2016.

### Au sein de la Cour pénale internationale
Successeur d'Herman von Hebel, Peter Lewis est élu greffier de la Cour pénale internationale pour un mandat de cinq ans le 28 mars 2018 ; sa prestation de serment a lieu le 17 avril suivant. Peter Lewis fait figure a priori d' « outsider » même si son lien avec la juridiction existe puisqu'il a participé, comme délégué du Royaume-Uni, aux travaux préparatoires du Règlement de procédure et de preuve et a travaillé, en tant qu'expert, sur le Règlement du Bureau du procureur.
Quelques mois après son élection, il effectue sa première visite en Centrafrique - pays « situation », - et participe à des opérations de sensibilisation  des populations concernées par les poursuites au titre de ses fonctions. En 2019, lors de la présentation du budget à l'Assemblée des Etats parties, il déclare que de nouveaux outils de gouvernance ont été mis en place au sein de la Cour, en particulier des programmes de planification stratégique dans le but de « fonctionner de façon plus efficace à moindre coût [...] tout en étant en mesure de: conserver la flexibilité et la priorisation en cas de besoin ».

## Divers
Peter Lewis a été fait Compagnon de l'Ordre du Bain lors de la Queen's birthday Honours list de 2012.